# Het Zeeuwse Landschap
Stichting Het Zeeuwse Landschap is een van de twaalf Provinciale Landschappen in Nederland. Het werd opgericht op 25 februari 1936, op initiatief van de toenmalige voorzitter van de landelijke Vereniging Natuurmonumenten, Pieter van Tienhoven. Het Zeeuwse Landschap beheert een groot aantal waardevolle natuurgebieden in de provincie Zeeland, waaronder het Verdronken Land van Saeftinghe, Hooge Platen, Oranjezon en Yerseke Moer maar ook vele kleine gebieden.
Het hoofdkantoor is sinds juli 2007 gevestigd in Wilhelminadorp.
Stichting Het Zeeuwse Landschap zet zich in voor het beschermen van natuur en landschap in Zeeland, onder andere door de aankoop en het beheer van natuurgebieden en cultuurhistorisch belangrijke terreinen. De stichting draagt zorg voor terreinen met een gezamenlijk oppervlak van zo'n 9500 hectare. Door actief terreinbeheer wordt getracht de natuurlijke, landschappelijke en cultuurhistorische waarden in stand te houden. Een groot deel van de terreinen is toegankelijk voor het publiek. Bij enkele terreinen beheert de stichting bezoekerscentra. In 2004 had de Stichting zo'n 11.300 donateurs.
In 2006 is het Zeeuws Biologisch Museum in Oostkapelle overgegaan in handen van Het Zeeuwse Landschap. Het museum is omgevormd tot een museum voor natuur en landschap. Na een verbouwing is het heropend in mei 2006 onder de naam Terra Maris.
Het Zeeuwse Landschap is aangesloten bij de overkoepelende stichting LandschappenNL.

## Natuurgebieden in beheer bij Het Zeeuwse Landschap
- Aardenburgse Havenpolder
- Akkervogelgebied Burghsluis
- Baarzandse Kreek
- De Blikken
- Boshut Clinge
- Bruintjeskreek
- Dijken Zeeuws-Vlaanderen
- Eendenkooi Sint Philipsland
- Fundamenten Hellenburg
- Groese Polders
- Groote Gat
- Heggengebied Arnemuiden
- Het Zwin
- Hoeve van der Meulen
- Hofstede Veldzicht
- Hooge Platen
- Inlagen Hoofdplaat
- Inlagen Noord-Beveland
- Koude- en Kaarspolder
- Krabbenbeek
- Kruisdijkschans
- Landgoed Landlust
- Neeltje Jans
- Oranjezon
- Oude Veerseweg
- Paulinaschor
- Plaat van de Vliet
- Plaskreek
- De Reep
- Rumoirtschorren
- Sint Laurense Weihoek
- Slikken van de Heen
- Sophiapolder
- Terra Maris
- Van Het Hoffweg
- Verdronken Land van Saeftinghe
- Verdronken Zwarte Polder
- Vliedbergen van Zuid-Beveland
- Vliedbergen Walcheren
- Wallen van Aardenburg
- Wallen van Retranchement
- Wallen van Sluis
- Waterdunen
- Waterwinbossen
- Weel in de Heerenpolder
- Westeindse Weel
- Westerschenge
- Willem-Leopoldpolder
- Willemspolder
- Yerseke Moer